# Ленино-Кокушкино
Ле́нино-Коку́шкино (тат. Ленино-Кокушкино, также тат. Апакай) — село в Пестречинском районе Республики Татарстан, в 10 км к северу от районного центра Пестрецы, административный центр Ленино-Кокушкинского сельского поселения. Расположено на реке Ушня бассейна реки Мёша.
Население: 2 703 (2000 год), 2 270 (1989 год); 63 % составляют татары, 34 % — этнические русские. Основным занятием жителей является сельское хозяйство.
Имеются средняя общеобразовательная и музыкальная школы, а также мечеть и церковь.

## История
Село известно со времён Казанского ханства под названием тат. Яңасала. В Российской империи и до 1924 года село называлось Кокушкино, затем после смерти В. И. Ульянова-Ленина в 1924 году было переименовано в Ленино, а через 40 лет, после объединения с деревней Апакаево в 1964 году, получило современное название Ленино-Кокушкино.
Что касается этимологии топонима Кокушкино, то, судя по его форме, он относится к категории владельческих, то есть происходит от именного прозвища собственника либо основателя. Иными словами, некогда село принадлежало человеку по прозвищу Коку́шка или было заложено им. Такое прозванье, вероятнее всего, образовалось от названия птицы — кукушка, произношение которого варьировалось.  Так, в басне А. П. Сумарокова, написанной в 1759 году, заглавная героиня именуется «кокушкой».
Деревня Кокушкино Казанской губернии была имением Александра Дмитриевича Бланка — отца Марии Александровны Бланк, в замужестве Ульяновой. Здесь, в отцовском имении, прошли её детство и юность; здесь же в 1887—1888 годах находился в ссылке Владимир Ульянов. Двухэтажный дом, где он жил, сгорел в 1902 году. В сохранившемся после пожара флигеле здания был 22 января 1939 года открыт Дом-музей В. И. Ленина в Кокушкине.
В 1991 году деревня Ленино-Кокушкино получила статус историко-культурного музея-заповедника.
В 2019 году музей-заповедник был закрыт на реставрацию. В 2022 году в результате пожара из-за «нарушения правил технической эксплуатации электрооборудования» сгорел флигель усадьбы. В 2023 году Ленино-Кокушкино было исключено из перечня музеев-заповедников Татарстана.

## Транспорт
Пригородные автобусы начали ходить в Ленино-Кокушкино из Казани в 1970-х годах: это был маршрут № 102, отправлявшийся с Аграрной улицы. В конце 1990-х он был перенумерован в № 302, а середине 2010-х — в № 111.

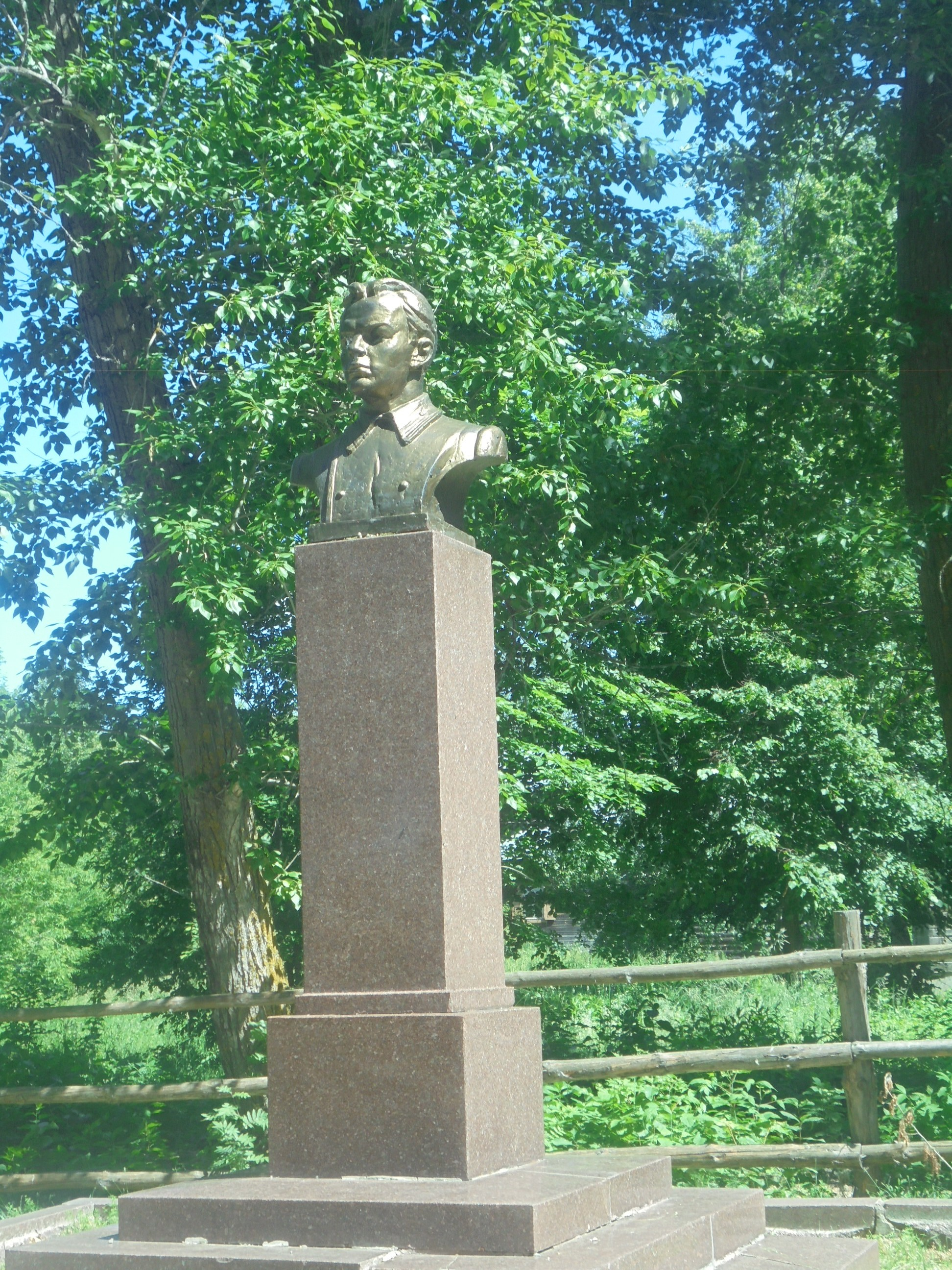
Памятник студенту В. И. Ульянову-Ленину в Ленино-Кокушкино

## Люди
В селе Апакаево родился Герой Советского Союза Галимзан Камалеев.